# Julius Kugy
Dr. Julius Kugy (19. července 1858, Gorice, Rakouské císařství – 5. února 1944, Terst, Itálie) byl slovinský milovník hor, jeden z průkopníků horolezectví. Jeho jméno je spjato především s oblastí Julských Alp. O horách a své lásce k nim napsal několik knih, k jeho zájmům dále patřila literatura, botanika a hudba.
První horské výstupy podnikal Kugy v Korutanech, později v Julských Alpách. Po smrti otce se věnoval především zabezpečení rodiny a řízení rodinných podniků, za které již v útlém mládí převzal zodpovědnost. Po absolutoriu gymnázia vystudoval práva ve Vídni, a zároveň se dokázal věnovat svým koníčkům, mj. botanice. Právě ona přivedla mladého Kugyho do hor. Společně s místními vůdci vytyčil v Julských Alpách na 50 nových cest na většinou dosud nezlezené vrcholy, ale zejména se věnoval soustavnému mapování a poznávání horského prostředí. Výsledky, zejména botanické objevy a přehledy soustavně publikoval, a podílel se i na zřízení alpinária a botanické zahrady u slovinského Bovce.
Jeho nejznámějším dílem je kniha Ze života horolezce, která vyšla v roce 1925. Za významnou inspiraci pro svůj život ji považoval například český horolezec Miroslav Šmíd, který podle ní pojmenoval jednu ze svých vlastních knih.
| „             | Tu se kolem přežene jakýsi muž, uřícen, bez dechu. Nedívá se na krásu přírody. Zírá před sebe a třímá hodinky v ruce. „Dvě hodiny čtrnáct minut třicet vteřin!“ křičí vítězoslavně, když pádí kolem nás. My jsme potřebovali až nahoru čtyři hodiny a zděsíme se. Zpráva o neštěstí přinesená z doliny? Ach nikoli! Je to časový člověk, rekordman. Svou rozkoš a úspěch měří krátkostí doby... Tito muži „výkonů“ se věru nikdy nedočkají pravého a klidného štěstí. Příliš často se dožijí, že jiný překoná jejich výkony... Zato tichou, v nitru planoucí lásku k přírodě a horám nikdo nepřekoná a nikdo ti nevezme. Tu pevně drž a celým srdcem svým!" | “ |
| — Julius Kugy | |   |